# X–20 Dyna-Soar

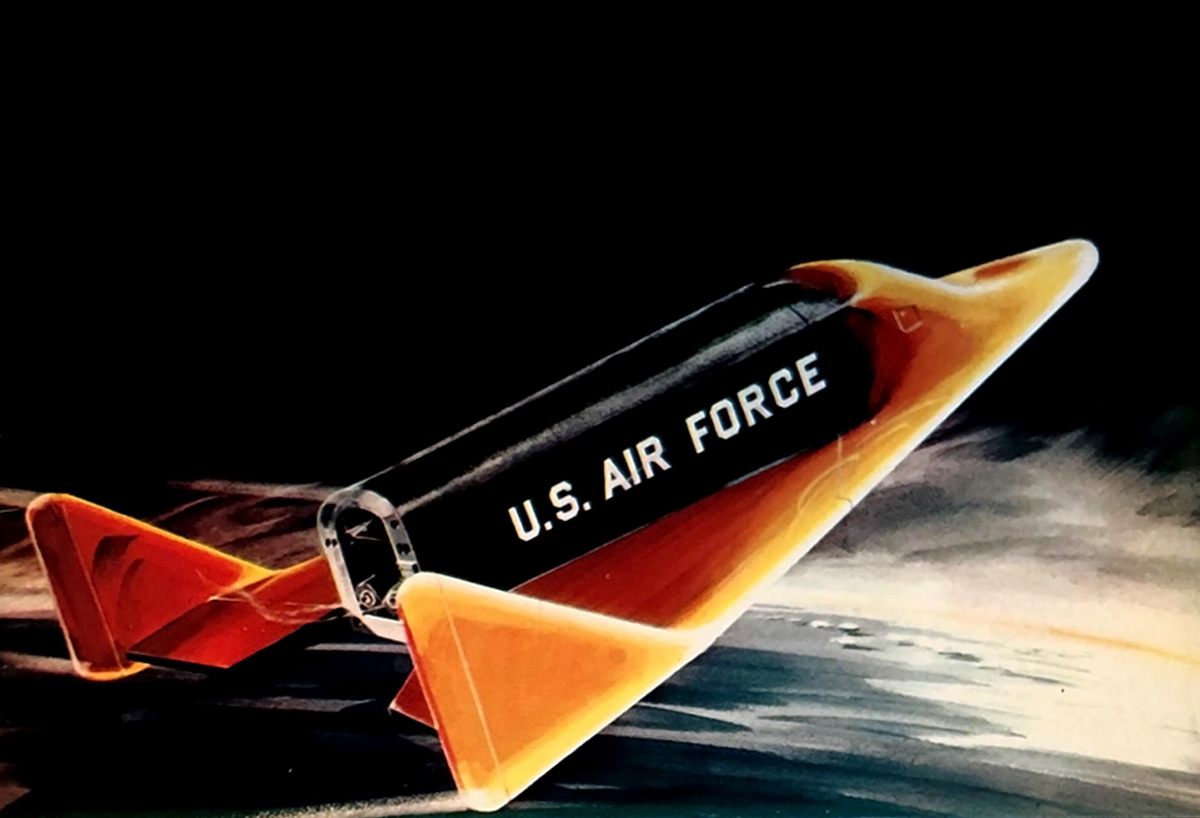
Boeing X-20 Dyna-Soar (fantáziarajz)

Az X-20 Dyna-Soar egy tervezet volt amerikai katonai űrrepülőgép kifejlesztésére, amelyet felderítésre, bombázásra, mentésre, műholdak javítására és az ellenséges műholdak megsemmisítésére terveztek. A program 1957. október 24. és 1963. december 10. között zajlott, 660 millió dollárba került és közvetlenül azelőtt állították le, hogy nekikezdtek volna a gép építésének.
Az akkoriban fejlesztett űrhajókkal (Vosztok, Mercury) ellentétben a Dyna-Soar siklórepüléssel tért volna vissza az előre kijelölt helyre. A program során szerzett adatokat felhasználták a Space Shuttle fejlesztésénél.